# چشالویی‌ها
چشالویی‌ها (نام علمی: Dimocarpus) نام یک سرده از تیره ناترکیان است.